# Mitchell Parish
Mitchell Parish, geboren als Michael Hyman Pashelinsky (Litouwen, 10 juli 1900 – New York, 31 maart 1993), was een uit Litouwen afkomstige Amerikaanse songwriter. Hij schreef onder meer de tekst voor Stardust door Hoagy Carmichael en Sophisticated Lady door Duke Ellington.

## Biografie
Parish werd geboren in een Joods gezin in Litouwen. Zijn familie emigreerde naar de Verenigde Staten en arriveerde daar op 3 februari 1901 met de SS Dresden, toen hij nog geen jaar oud was. Ze vestigden zich eerst in Louisiana, waar zijn grootmoeder van vaderskant familie had, maar verhuisden later naar New York.
Tegen het einde van de jaren 1920 was Parish een gerenommeerde tekstschrijver van het muziekcollectief Tin Pan Alley in New York. Zijn bekendste werken zijn onder meer de teksten van nummers als Stardust, Sweet Lorraine, Deep Purple, Stars Fell on Alabama, Sophisticated Lady, de vertaling naar Engelse teksten van Volare en Blue Skirt Waltz, Moonlight Serenade, Mr. Ghost Goes to Town, Sleigh Ride, One Morning in May en Louisiana Fairy Tale, het eerste themalied dat werd gebruikt in de PBS-productie van This Old House. Behalve het leveren van de tekst van Hoagy Carmichael's Stardust, werkten de twee samen aan standards als Riverboat Shuffle en One Morning in May. In 1949 voegde Parish tekst toe aan het deuntje The Allen Stroll van orkestleider Al Goodman, dat werd gespeeld toen radiokomiek Fred Allen een wandeling maakte door Allen's Alley, een uitgelicht deel van Allens wekelijkse show. Het nieuwe nummer Carousel of Love ging in première in The Fred Allen Show op 4 april 1949. Het werd gezongen door de DeMarco Sisters en gespeeld door Al Goodman en zijn orkest.
In 1951 schreef hij de Engelse tekst van het Franse lied Maître Pierre, dat in 1948 werd geschreven door Henri Betti (muziek) en Jacques Plante (tekst). Het titelnummer werd The Windmill Song en het nummer werd opgenomen door The Andrews Sisters met Gordon Jenkins en zijn orkest. In 1987 werd op Broadway een revue met de titel Stardust opgevoerd met de teksten van Parish. Het liep voor 101 optredens en werd nieuw leven ingeblazen in 1999. In een interview beweerde Parish destijds ook de tekst te hebben geschreven voor de Duke Ellington-standard Mood Indigo, hoewel ze werden toegeschreven aan Irving Mills. Hij bleef er enigszins treurig, maar niet langer bitter over. Parish' achterneef was de Grateful Dead roadie Steve Parish, die Parish' ontmoeting met Jerry Garcia beschreef in zijn autobiografie Home Before Day Light. In 1972 werd hij opgenomen in de Songwriters Hall of Fame.

## Overlijden
Mitchell Parish overleed in maart 1993 op 92-jarige leeftijd.

## Werk op Broadway
- 1935: Continental Varieties - revue - featured tekstschrijver
- 1939: Lew Leslie's Blackbirds of 1939 - revue - vertolker
- 1940: Earl Carroll's Vanities of 1940 - revue - featured tekstschrijver
- 1976: Bubbling Brown Sugar - revue - featured tekstschrijver
- 1981: Sophisticated Ladies - featured tekstschrijver voor Sophisticated Lady
- 1987: Stardust - revue - tekstschrijver